# 豐平川
豐平川（日语：／ Toyohiragawa */?）是一條流經日本北海道札幌市內的河川，為石狩川的支流之一。由於豐平川貫穿了札幌市的市街，對於札幌的治水、水利來說，是最為重要的河川。豐平川長72.5公里、流域面積859平方公里。
名稱源自阿伊努語的「tuy-pira」或「tuye-pira」（塌陷的懸崖）。

## 地理
豐平川發源於札幌市及千歲市的交界的小漁山及千歳市境內的赤岳之間的沼澤，接著向北流動。途中經過了豐平峽水壩，因此形成了一個人工湖，定山湖。接著，豐平川在定山溪與白井川匯流，轉向東流，又在硬石山的山麓轉向北流。接著豐平川就進入了平地，形成了札幌沖積扇（又稱豐平川沖積扇），札幌市的市中心就位於該沖積扇上。通過札幌市的市街後，豐平川又轉向東流，最後在向北流後，於札幌市東區注入石狩川。

## 歷史
在北海道原住民愛奴族的語言中，豐平川被稱為「sat-poro-pet/」（日語羅馬字：Sapporo‧betu），這個字就是「札幌」（日語羅馬字：Sapporo）兩字的語源。直到江戶時代為止，豐平川都還是在札幌市中心部附近向北折，由今天的伏籠川的河床注入石狩川，但後來因為洪水的緣故而改向東流。

## 生態
豐平川在江戶時代是著名的鮭魚漁場。在明治時代，因為資源保護的緣故，政府下令禁止捕捉鮭魚。在明治12年（1879年）執行了第一次的鮭魚魚苗放流，不過真正開始系統性的放流鮭魚是在1937年到1953年的期間。之後，由於污水排放造成水質惡化，放流作業終止，鮭魚在豐平川絕跡。之後，由於水質的改善，以及名為「Come back!Salmon」（假名：カムバックサーモン）市民運動之下，1979年重新開始了放流鮭魚稚魚的活動。在兩年後的1981年，重新發現了迴流的鮭魚。由於這次行動的成功，在1984年成立了札幌市豐平川鮭魚科學館，繼續進行放流作業。自1985年後，確認鮭魚在野外的復育成功，也確認已有自然產卵的現象。2005年的鮭魚隻數，推定為2300隻左右。

## 利用
札幌的自來水來源約有98%是來自豐平川，包括上游的豐平峽水壩、及其支流小樽內川的定山溪水壩。豐平川的水也被用作水力發電，其流路上的發電廠有定山溪発電所、豐平峽発電所、砥山発電所、藻岩発電所，以及其支流小樽内川上的小樽內發電所。
豐平川通過札幌市中心的部分，其河畔綠地大多得到保留，整理後作為戲水場所，也設置了各類運動設施，夏天也會在河畔舉行煙火大會。

## 豐平川的主要支流

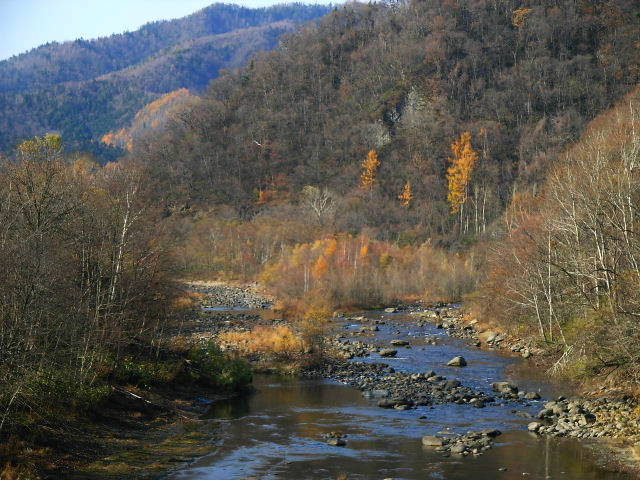
秋天的豊平川，由中游的砥山榮橋攝影

（註：在-符號之後的，表示是豐平川支流的支流）
- 空沼澤川
- 薄別川
- 白井川 - 小樽內川
- 一之澤川
- 百松澤川
- 盤之澤川
- 板割澤川
- 簾舞川
- 東野野澤川
- 野野澤川
- 穴之川 - 小澤川、石山川、穴之川放水路
- 南之澤川
- 北之澤川 - 中之澤川
- 真駒內川 - 真駒內用水
- 山鼻川
- 精進川 - 真駒內用水、精進川放水路
- 創成川
- 月寒川 - 、望月寒川
- 雁來新川
- 厚別川 - 山部川、舊豐平川、野津幌川、世田豐平川